# Aleksander Rembieliński
Aleksander Ireneusz Adam Rembieliński herbu Lubicz (ur. 16 grudnia 1820 w Warszawie, zm. 14 lutego 1872 tamże) – polski przemysłowiec, właściciel ziemski m.in. Krośniewic.
Syn Rajmunda Rembielińskiego i Antoniny Weltz. Po ojcu odziedziczył Krośniewice, a jego brat Eugeniusz Rembieliński – Jedwabne. W roku 1847 wybudował w Ostrowach cukrownię, która była wówczas największą w Królestwie Polskim.
W 1854 roku w Hamburgu poślubił Pelagię córkę XIII Ordynata Konstantego Zamoyskiego. Miał z nią synów: Stanisława i Konstantego Rembielińskich.
W 1859 roku w Warszawie rozpoczął budowę pałacu Rembielińskiego w Warszawie.